# Франко Сукуліні
Франко Сукуліні (ісп. Franco Zuculini, нар. 5 вересня 1990, Ла-Ріоха) — аргентинський футболіст, півзахисник італійського клубу СПАЛ.
Має в активі одну гру за національну збірну Аргентини.
Старши брат Бруно Сукуліні, також футболіста.

## Клубна кар'єра
У дорослому футболі дебютував 2007 року виступами за команду «Расінг» (Авельянеда), в якій провів два сезони, взявши участь у 38 матчах чемпіонату.
2009 року перебрався до Німеччини як гравець команди Бундесліги «Гоффенгайм 1899». Протягом сезону провів за свою нову команду лише 8 ігор в усіх турнірах і влітку 2010 року був відданий в оренду до італійської «Дженоа», на початку 2011 року на аналогічних умовах повернувся на батьківщину до рідного «Расінга».
Ще за півроку, у серпні 2011 року аргентинець попрямував в оренду до іспанського «Реал Сарагоса», який по завершенню терміну оренди уклав з ним повноцінний трирічний контракт. За результатами сезону 2012/13 команда із Сарагоси вибула з Ла-Ліги і погодила передчасне завершення дії контракту Сукуліні, який на той час вже майже півроку відновлювався після травми коліна. Залишивши Іспанію, повернувся до Аргентини, де прийняв запрошення  провести реабілітацію після травми на базі клубу «Арсенал» (Саранді). Відновивши ігрову форму, у січні 2014 року уклав із цим клубом піврічну угоду.
Влітку того ж 2014 року продовжив кар'єру в Італії, ставши гравцем друголігової «Болоньї». Мав постійну ігрову практику у її команді і допоміг їй у першому ж сезоні здобути підвищення в класі до Серії A. Проте у сезоні 2015/16, який команда проводила в еліті, вже практично не потрапляв до її складу, взявши участь лише в одій грі.
Влітку 2016 року на правах вільного агента став гравцем «Верони» і знову опинився у Серії B. Як і в «Болоньї» двома роками раніше, за результатами першого ж сезону підвищився разом з командою до найвищого італійського дивізіону, де провів ще один сезон.
Згодом протягом 2018–2021 років грав на батькіиищині за «Колон», за ще одного представника італійської Серії B «Венецію», а також в Уругваї за «Дефенсор Спортінг».
Влітку 2021 року уклав контракт з італійським клубом СПАЛ, що став п'ятою італійською командою у його кар'єрі.

## Виступи за збірні
2007 року дебютував у складі юнацької збірної Аргентини (U-17), загалом на юнацькому рівні взяв участь у 15 іграх.
2009 року залучався до складу молодіжної збірної Аргентини. На молодіжному рівні зіграв у 9 офіційних матчах.
Того 2009 року провів свою першу і єдину гру у складі національної збірної Аргентини.
| Дата      | Місто    | Господарі | Результат | Гості  | Турнір           | Голи | Примітки |
| --------- | -------- | --------- | --------- | ------ | ---------------- | ---- | -------- |
| 20-5-2009 | Санта-Фе | Аргентина | 3 – 1     | Панама | товариський матч | -    | 57'      |
| Усього    |          | Матчів    | 1         |        | Голів            | 0    |          |